# Maciej Karasiński
Maciej Karasiński (ur. 1977 w Warszawie) – polski urzędnik i dyplomata, w latach 2021–2023 dyrektor generalny służby zagranicznej.

## Życiorys
Maciej Karasiński ukończył z wyróżnieniem studia w zakresie międzynarodowych stosunków gospodarczych i politycznych w Szkole Głównej Handlowej w Warszawie (1996–2001). Kształcił się także w Clingendael Institute w Hadze (2004) oraz w Krajowej Szkole Administracji Publicznej (2004–2005).
W 2001 rozpoczął aplikację dyplomatyczno-konsularną w Ministerstwie Spraw Zagranicznych. W latach 2002–2003 przebywał na stażach w Waszyngtonie i Nowym Jorku. Od 2003 do 2005 pracował w Ministerstwie odpowiadając za relacje z Łotwą, Estonią i Finlandią w Departamencie Europy. W 2005 został asystentem sekretarza stanu, rok później przeszedł na stanowisko ds. Wielkiej Brytanii i Irlandii. W latach 2007–2012 pracował w Ambasadzie RP w Hadze, m.in. jako zastępca przedstawiciela przy Organizacji ds. Zakazu Broni Chemicznej. Od 2012 do 2014 pracował w stopniu radcy i I radcy w Departamencie Polityki Bezpieczeństwa, będąc odpowiedzialnym za  współpracę w zakresie bezpieczeństwa ze Stanami Zjednoczonymi. W okresie 2014–2019 w Stałym Przedstawicielstwie RP przy Unii Europejskiej w Brukseli, gdzie m.in. był przedstawicielem RP w Komitecie Politycznym i Bezpieczeństwa. W 2019 wrócił do MSZ, gdzie objął stanowisko zastępcy dyrektora, a następnie dyrektora Biura Ministra. Od 13 kwietnia 2021 do 13 grudnia 2023 dyrektor generalny służby zagranicznej.
Posługuje się angielskim, francuskim i rosyjskim.